# Función generatriz
En matemáticas, una función generadora o función generatriz es una serie formal de potencias cuyos coeficientes codifican información sobre una sucesión an cuyo índice corre sobre los enteros no negativos.
Hay varios tipos de funciones generatrices: funciones generadoras ordinarias, funciones generadoras exponenciales, la serie de Lambert, la serie de Bell y la serie de Dirichlet; de las cuales abajo se ofrecen definiciones y ejemplos. Cada sucesión tiene una función generadora de cierto tipo. El tipo de función generatriz que es apropiada en un contexto dado depende de la naturaleza de la sucesión y los detalles del problema que se analiza.
Las funciones generadoras son expresiones cerradas en un argumento formal x. En ocasiones, una función de este tipo se «evalúa» en un valor específico x=a pero hay que tener en cuenta que las funciones generadoras son series formales de potencias, por lo que no se considera ni se analiza el problema de la convergencia en todos los valores de x.
Por lo mismo es importante observar que las funciones generatrices no son realmente funciones en el sentido usual de ser mapeos entre un dominio y un codominio; el nombre es únicamente el resultado del desarrollo histórico de su estudio.

Una función generadora es una cuerda de tender en la que colgamos una sucesión de números para mostrarla
 Herbert Wilf

## Función generadora ordinaria
La función generadora ordinaria de una sucesión (an) = a0, a1, a2, a3 ... se define como

{\displaystyle A(x)=\sum _{n=0}^{\infty }a_{n}x^{n}=a_{0}+a_{1}x+a_{2}x^{2}+a_{3}x^{3}+\cdots }

Es común usar la expresión función generadora sin mayor calificativo, para referirse a este tipo de función.
Ejemplo.
La sucesión de Fibonacci definida por la recurrencia

{\displaystyle f_{n+1}=f_{n}+f_{n-1},\quad n>0,\qquad f_{0}=0,f_{1}=1}

es la sucesión 0,1,1,2,3,5,8,13,21,...
Su función generatriz es

{\displaystyle F(x)={\frac {x}{1-x-x^{2}}}}

puesto que el desarrollo en serie de potencias de tal función es

{\displaystyle {\frac {x}{1-x-x^{2}}}=0+1\cdot x+1\cdot x^{2}+2x^{3}+3x^{4}+5x^{5}+8x^{6}+13x^{7}+\cdots }.

y los coeficientes de tal desarrollo son precisamente 0,1,1,2,3,5,8,13,...
Es posible definir funciones generadoras sobre varias variables. Por ejemplo, la función generadora ordinaria en 2 variables de (am,n) donde n y m son índices que recorren los enteros no negativos, es

{\displaystyle A(x,y)=\sum _{m,n=0}^{\infty }a_{m,n}x^{m}y^{n}=a_{0,0}+a_{1,0}x+a_{0,1}y+a_{2,0}x^{2}+a_{1,1}xy+a_{0,2}y^{2}+a_{3,0}x^{3}+a_{2,1}x^{2}y+\cdots }

## Aplicaciones
Si bien las funciones generatrices son una herramienta usada ampliamente en combinatoria, no existen métodos detallados que proporcionen solución a los problemas en cada situación. Sin embargo existen ideas generales que pueden ser modificadas y adaptadas en las diferentes situaciones que se presentan. A continuación se ilustran varios usos de las funciones generadoras junto con la idea general que se está usando.

### Determinación de la función generadora a partir de una recurrencia
En esta situación lo que se hace es multiplicar ambos lados de la recurrencia por xn y sumar sobre todos los índices. Después se efectúan transformaciones para que la igualdad entre sumas que se obtiene se convierta en una ecuación que involucra la función generatriz y se procede a resolverla.
Como ilustración, considere la recurrencia

{\displaystyle \ a_{n+1}=3a_{n}+2,\qquad a_{0}=1}.

que da origen a la sucesión (an)=1,5,17,53,161,485,1457...
Multiplicando ambos lados por xn y sumando sobre todos los valores de n se obtiene:

{\displaystyle \sum _{n=0}^{\infty }a_{n+1}x^{n}=a_{1}+a_{2}x+a_{3}x^{2}+a_{4}x^{3}+\cdots =\sum _{n=0}^{\infty }(3a_{n}+2)x^{n}}.

El lado izquierdo es casi la función generadora, pero los índices están desfasados. Pero notando que

{\displaystyle a_{1}+a_{2}x+a_{3}x^{2}+a_{4}x^{3}+\cdots ={\frac {(a_{0}+a_{1}x+a_{2}x^{2}+a_{3}x^{3}+\cdots )-a_{0}}{x}}},

se deduce que el lado izquierdo es

{\displaystyle {\frac {A(x)-a_{0}}{x}}={\frac {A(x)-1}{x}}}.

El lado derecho se desarrolla como

{\displaystyle \sum _{n=0}^{\infty }(3a_{n}+2)x^{n}=3\sum _{k=0}^{\infty }a_{n}x^{n}+2\sum _{k=0}^{\infty }x^{n}=3A(x)+2(1+x+x^{2}+x^{3}+\cdots )=3A(x)+{\frac {2}{1-x}}}.

Al final, se aplicó la fórmula para sumar una serie geométrica:

{\displaystyle 1+x+x^{2}+x^{3}+x^{4}+\cdots ={\frac {1}{1-x}}}.

Igualando ambas simplificaciones, se obtiene la ecuación

{\displaystyle {\frac {A(x)-1}{x}}=3A(x)+{\frac {2}{1-x}},}

que al resolverse arroja por resultado

{\displaystyle A(x)={\frac {x+1}{3x^{2}-4x+1}}.}

### Ejemplo de aplicación práctica
Si cn es el número de formas en que se puede pagar n pesos usando monedas de 1, 2 y 5 pesos, entonces la función generatriz de la sucesión (cn) es

{\displaystyle C(x)={\frac {1}{1-x}}\cdot {\frac {1}{1-x^{2}}}\cdot {\frac {1}{1-x^{5}}}=(1+x+x^{2}+x^{3}+\cdots )(1+x^{2}+x^{4}+x^{6}+\cdots )(1+x^{5}+x^{10}+x^{15}+\cdots )}.

ya que el coeficiente de xn es igual al número de formas de escoger a, b, c tales que

{\displaystyle x^{n}=x^{a}x^{2b}x^{5c}=x^{a+2b+5c},\ }

y que corresponen a usar a monedas de 1 peso, b monedas de 2 pesos y c monedas de 5 pesos.
La aplicación de la fórmula de Taylor es demasiado compleja en este caso, por lo que aplicaremos el siguiente artificio debido a Ronald Graham.
Cada uno de los denominadores (1-x), (1-x2) y (1-x5) son divisores de (1-x10), por lo que podemos reescribir

{\displaystyle C(x)={\frac {A(x)}{(1-x^{10})^{3}}}}

para un A(x) en donde:

{\displaystyle {\begin{array}{rcl}A(x)&=&A_{1}(x)\cdot A_{2}(x)\cdot A_{3}(x)=\left({\frac {1-x^{10}}{1-x}}\right)\left({\frac {1-x^{10}}{1-x^{2}}}\right)\left({\frac {1-x^{10}}{1-x^{5}}}\right)\\\ &=&x^{22}+x^{21}+2x^{20}+2x^{19}+3x^{18}+4x^{17}+5x^{16}+6x^{15}+7x^{14}+8x^{13}+7x^{12}+8x^{11}\\\ &\ &\quad +7x^{10}+8x^{9}+7x^{8}+6x^{7}+5x^{6}+4x^{5}+3x^{4}+2x^{3}+2x^{2}+x+1\end{array}}}

Finalmente, desarrollando la función generadora

{\displaystyle {\frac {1}{(1-x^{10})^{3}}}=\sum _{k\geq 0}{2+k \choose k}x^{10k}={2 \choose 2}+{3 \choose 2}x^{10}+{4 \choose 2}x^{20}+{5 \choose 2}x^{30}+\cdots }

obtenemos

{\displaystyle C(x)=A(x)\sum _{k\geq 0}{2+k \choose k}x^{10k}}.

De la expresión anterior se puede leer con detalle el valor exacto del coeficiente de xn, es decir, el número cn de formas de pagar n pesos con monedas de 1,2 y 5 pesos. Por ejemplo, el número de formas de pagar 77 pesos se obtiene calculando el término correspondiente a x77:

{\displaystyle (6x^{7})\cdot {9 \choose 2}x^{70}+(4x^{17})\cdot {8 \choose 2}x^{60}=\left(6{9 \choose 2}+4{8 \choose 2}\right)x^{77}=(6\cdot 36+4\cdot 28)x^{77}=328x^{77}}

y se concluye que hay 328 formas de pagar 77 pesos con monedas de 1, 2 o 5 pesos.

## Otras funciones generadoras

### Función generadora exponencial
La función generadora exponencial de una sucesión an es
{\displaystyle \mathrm {EG} (a_{n};x)=\sum _{n=0}^{\infty }a_{n}{\frac {x^{n}}{n!}}.}

### Función generadora de Poisson
La función generadora de Poisson de una sucesión an es
{\displaystyle \mathrm {PG} (a_{n};x)=\sum _{n=0}^{\infty }a_{n}e^{-x}{\frac {x^{n}}{n!}}.}

### Serie de Lambert
La serie de Lambert de una sucesión an es
{\displaystyle \mathrm {LG} (a_{n};x)=\sum _{n=1}^{\infty }a_{n}{\frac {x^{n}}{1-x^{n}}}.}
Nótese que en una serie de Lambert, el índice n comienza en el 1, no en 0.

### Serie de Bell
La serie de Bell de una función aritmética f(n) y un número primo p es
{\displaystyle f_{p}(x)=\sum _{n=0}^{\infty }f(p^{n})x^{n}.}

### Función generadora de la serie de Dirichlet
Las series de Dirichlet a menudo se clasifican como funciones generatrices, aunque no son estrictamente series formales de potencias. La función generadora de la serie de Dirichlet de una sucesión an es
{\displaystyle \mathrm {DG} (a_{n};s)=\sum _{n=1}^{\infty }{\frac {a_{n}}{n^{s}}}.}
La función generatriz de la serie de Dirichlet es especialmente útil cuando an es una función multiplicativa, cuando tiene una expresión de producto de Euler en términos de la serie de Bell de la función
{\displaystyle \mathrm {DG} (a_{n};s)=\prod _{p}f_{p}(p^{-s})\,.}
Si an es un carácter de Dirichlet, entonces su función generadora de la serie de Dirichlet se llama serie L de Dirichlet.

### Funciones generadoras de sucesiones polinómicas
El concepto de funciones generatrices puede extenderse a sucesiones de otros objetos. Así, por ejemplo, las sucesiones polinómicas de tipo binomial se generan por
{\displaystyle e^{xf(t)}=\sum _{n=0}^{\infty }{p_{n}(x) \over n!}t^{n}}
donde pn(x) es una sucesión de polinomios y  f(t) es una función de cierta forma. Las sucesiones de Sheffer se generan de modo similar. Véase el artículo principal polinomio generalizado de Appell para más información.

## Ejemplos
Cuando se trabaja con funciones generadoras, es importante reconocer las expresiones de algunas sucesiones fundamentales.

### Funciones generadoras ordinarias
La más fundamental de todas es la sucesión constante 1,1,1,1,..., cuya función generatriz ordinaria es
{\displaystyle \sum _{n\in \mathbf {N} }X^{n}={1 \over 1-X}.}
La expresión de la derecha se puede justificar multiplicando la serie de potencias de la izquierda por {\displaystyle X-1}, y comprobando que su resultado sea la serie constante de potencias 1; en otras palabras, que todos los coeficientes desaparezcan excepto el de X0. (Por lo demás, no puede haber otra serie de potencias con esta propiedad, ya que un anillo de series de potencias como Z[[X]] es un dominio de integridad.) El lado de la derecha, por lo tanto, designa la inversa de {\displaystyle X-1} en el anillo de series de potencias.
Fácilmente se derivan para ésta expresiones para la generación ordinaria de otras sucesiones. Por ejemplo, para la serie geométrica
1,a,a2,a3,... para cada constante a se tiene
{\displaystyle \sum _{n\in \mathbf {N} }a^{n}X^{n}={1 \over 1-aX},}
y en particular
{\displaystyle \sum _{n\in \mathbf {N} }(-1)^{n}X^{n}={1 \over 1+X}.}
También se pueden introducir «brechas» regulares en la sucesión sustituyendo X por alguna potencia de X; así, por ejemplo, para la sucesión1,0,1,0,1,0,1,0,.... se obtiene la función generadora
{\displaystyle \sum _{n\in \mathbf {N} }X^{2n}={1 \over 1-X^{2}}.}
Calculando el cuadrado de la función generatriz inicial, fácilmente se ve que los coeficientes forman la sucesión 1,2,3,4,5,..., así que se tiene
{\displaystyle \sum _{n\in \mathbf {N} }(n+1)X^{n}={1 \over (1-X)^{2}},}
y el cubo tiene como coeficientes los números triangulares 1,3,6,10,15,21,... cuyo término n es el coeficiente binomial {\displaystyle {\tbinom {n+2}{2}}}, de manera que
{\displaystyle \sum _{n\in \mathbf {N} }{\tbinom {n+2}{2}}X^{n}={1 \over (1-X)^{3}}.}
Dado que {\displaystyle {\tbinom {n+2}{2}}={\frac {1}{2}}{(n+1)(n+2)}={\frac {1}{2}}(n^{2}+3n+2)}, se puede encontrar la función generadora ordinaria para la sucesión 0,1,4,9,16,... de números cuadrados por combinación lineal de las sucesiones precedentes;
{\displaystyle G(n^{2};x)=\sum _{n=0}^{\infty }n^{2}x^{n}={2 \over (1-x)^{3}}-{3 \over (1-x)^{2}}+{1 \over 1-x}={\frac {x(x+1)}{(1-x)^{3}}}.}

### Función generadora exponencial
{\displaystyle \mathrm {EG} (n^{2};x)=\sum _{n=0}^{\infty }{\frac {n^{2}x^{n}}{n!}}=x(x+1)e^{x}}

### Serie de Bell
{\displaystyle f_{p}(x)=\sum _{n=0}^{\infty }p^{2n}x^{n}={\frac {1}{1-p^{2}x}}}

### Función generadora de la serie de Dirichlet
{\displaystyle \mathrm {DG} (n^{2};s)=\sum _{n=1}^{\infty }{\frac {n^{2}}{n^{s}}}=\zeta (s-2)}

## Aplicaciones
Las funciones generadoras se emplean para
- encontrar una forma cerrada para una sucesión dada en una relación de recurrencia. Por ejemplo, considérense los números de Fibonacci;
- encontrar relaciones de recurrencia para sucesiones: la forma de una función generadora puede sugerir una fórmula de recurrencia;
- encontrar relaciones entre sucesiones: si las funciones generatrices de dos sucesiones tienen una forma similar, entonces las propias sucesiones probablemente están relacionadas;
- explorar el comportamiento asintótico de las sucesiones;
- demostrar identidades que implican sucesiones;
- resolver problemas de enumeración en combinatoria;
- evaluar sumas infinitas.

## Otras funciones generadoras
Ejemplos de sucesiones polinómicas generadas por funciones generadoras más complejas son:
- Difference polynomials
- Generalized Appell polynomials
- Q-difference polynomials